# Phil Campbell
Phil Campbell – miasto w Stanach Zjednoczonych, w stanie Alabama, w hrabstwie Franklin. W roku 2023 miasto zamieszkiwało 979 osób, a gęstość zaludnienia wynosiła 92,4 osoby/km².